# Arizona Strip

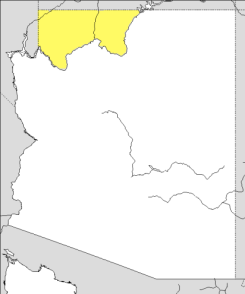
Região de Arizona Strip

Arizona Strip ou Faixa do Arizona é uma região do estado americano do Arizona. Localiza-se na parte noroeste do estado, ao lado do Rio Colorado. Devido às dificuldade de atravessar a região (devido a presença do Grand Canyon, esta, possui maior conexão com as partes sul dos estados de Utah e Nevada.

## Condados
- Condado de Coconino
- Condado de Mohave